# Happy Borzday
A Happy Borzday egy 1997-es Kispál és a Borz-koncertalbum. A kiadvány az együttes fennállásának tízéves évfordulójára rendezett koncert (Pécs, Pécsi Egyetemi Klub, 1997. október 11.) eredeti felvétele.

## Számok
1. Helló
2. Tesis a világ
3. Bársonyfüggöny
4. A honi csillagászat fejlődése
5. Húsrágó, hídverő
6. Napos oldal
7. Sült krumpli
8. Volume
9. Lefekszem a hóba
10. Éjjeli lámpa
11. Autók a tenger felé
12. (közönségzaj)
13. Tingli-tangli
14. Zsákmányállat
15. Disznók tánca
16. Pistike (a Malév gépen)
17. Presszó rock
18. Én is meg tudom csinálni
19. Szőkített nő
20. Emese
21. Egy az egybe (csak maga)

## Közreműködők
- Lovasi András – ének, basszusgitár
- Kispál András – szólógitár
- Bräutigam Gábor – dob
- Tóth „Csülök” Zoltán – dob
- Dióssy D. Ákos – billentyűs hangszerek, vokál
- Vittay Ferenc – gitár, vokál
- Leskovics Gábor – 12 húros gitár, vokál
- Ózdi Rezső – basszusgitár
- Ágoston Béla – alto sax, tenor sax, klarinét, dorombének, dudaszinti
- Hárságyi Péter – ütősök, doromb, ének